# نیچولیتسه (استان اشوی‌داشکسیه)
نیچولیتسه (به لهستانی: Nieczulice) یک منطقهٔ مسکونی در لهستان است که در گمینا پاوووو واقع شده‌است. نیچولیتسه ۴۷۰ نفر جمعیت دارد.